# Space Mirror Memorial

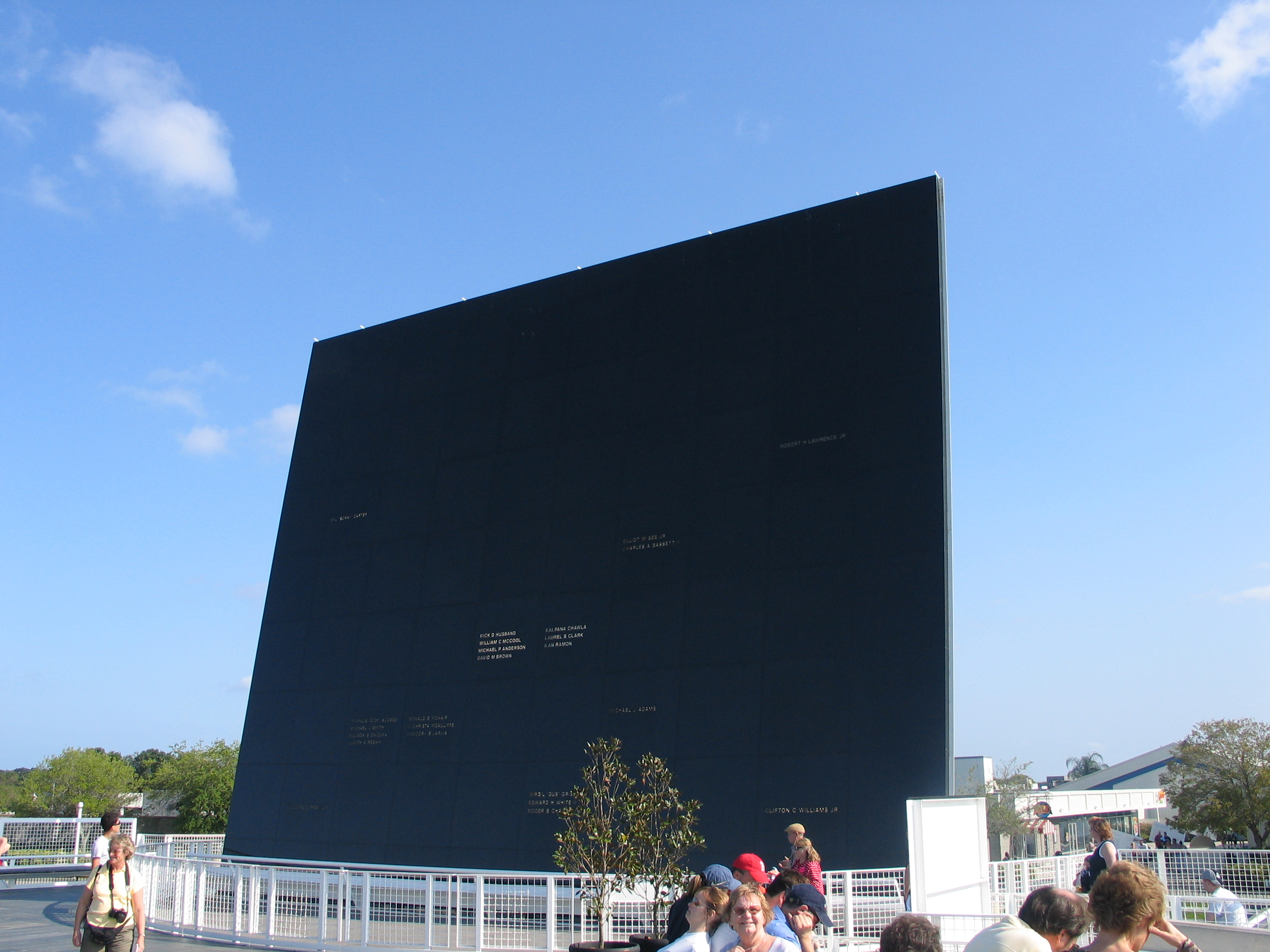
Space Mirror

Le Space Mirror Memorial, aussi connu comme l’Astronaut Memorial, est un mémorial national du Centre spatial Kennedy de Merritt Island en Floride. Il est dédié aux astronautes morts dans les divers programmes spatiaux américains, notamment ceux de la National Aeronautics and Space Administration (NASA) mais également ceux de l'United States Air Force.

## Inscrits
Ce mémorial comporte à ce jour (mars 2011) les noms suivants :
- Theodore Freeman, mort aux commandes d'un T-38 lors d'un entraînement le 31 octobre 1964.
- Elliot See et Charles Bassett mort dans l'écrasement de leur T-38 le 28 février 1966, quelques jours avant leur vol sur Gemini 9.
- Virgil Grissom, Edward White et Roger B. Chaffee, mort lors d'un entraînement au sol dans l'incendie de leur capsule Apollo 1, le 27 janvier 1967.
- Clifton Williams, mort aux commandes d'un T-38 lors d'un entraînement, le 5 octobre 1967.
- Michael J. Adams mort dans le crash d'un X-15 le 15 novembre 1967.
- Robert H. Lawrence, Jr. mort aux commandes d'un F-104 le 8 décembre 1967.
- Francis "Dick" Scobee, Michael J. Smith, Ronald McNair, Gregory Jarvis, Judith Resnik, Ellison Onizuka, et Christa McAuliffe, morts dans l'explosion de la navette Challenger, le 28 janvier 1986.
- M. L. "Sonny" Carter, mort le 5 avril 1991.
- Rick D. Husband, William C. McCool, David M. Brown, Kalpana Chawla, Michael P. Anderson, Laurel Clark et Ilan Ramon, morts le 1er février 2003 dans l'accident de la navette Columbia.

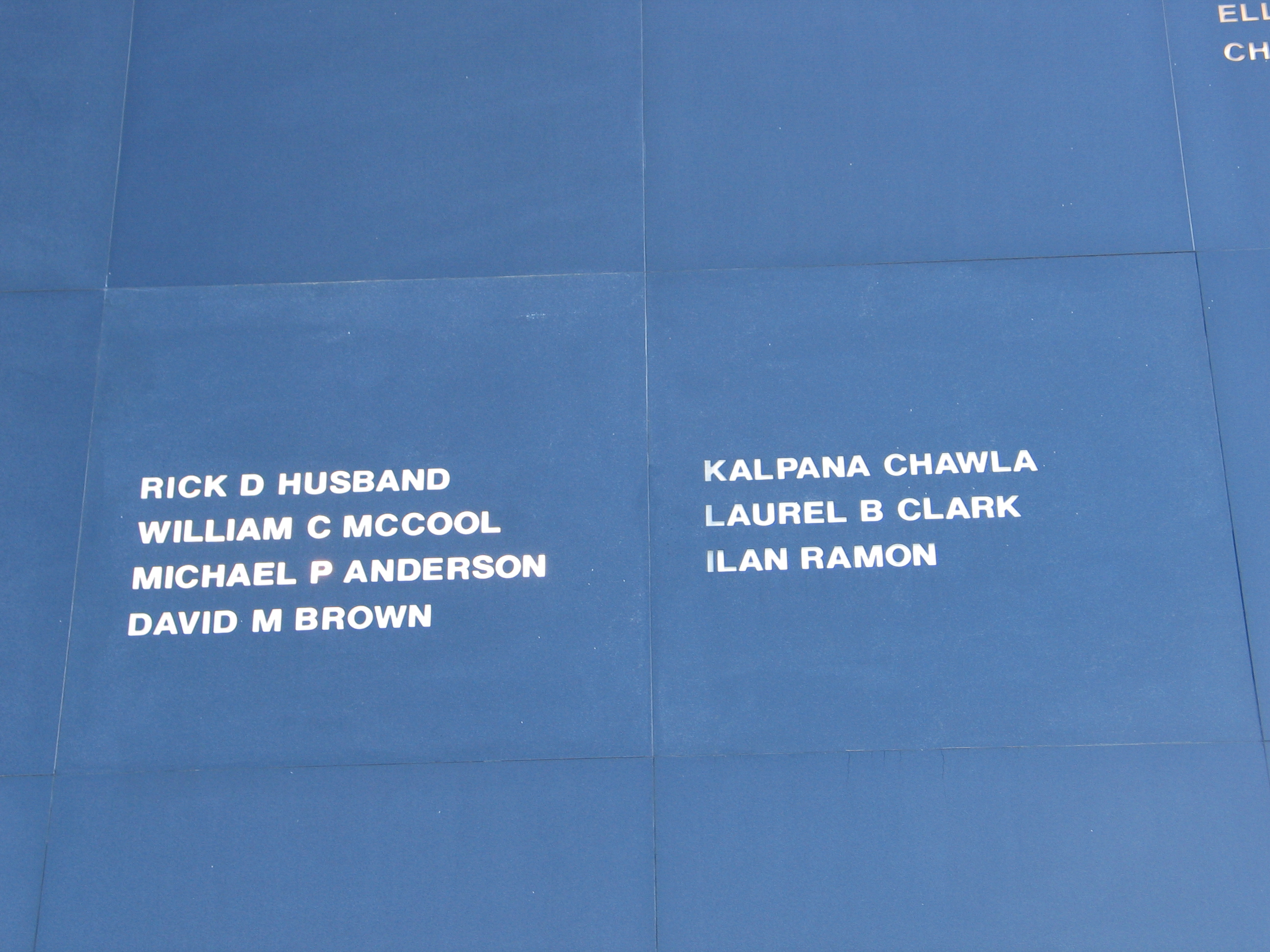
Deux panneaux avec les noms de l'équipage de STS-107
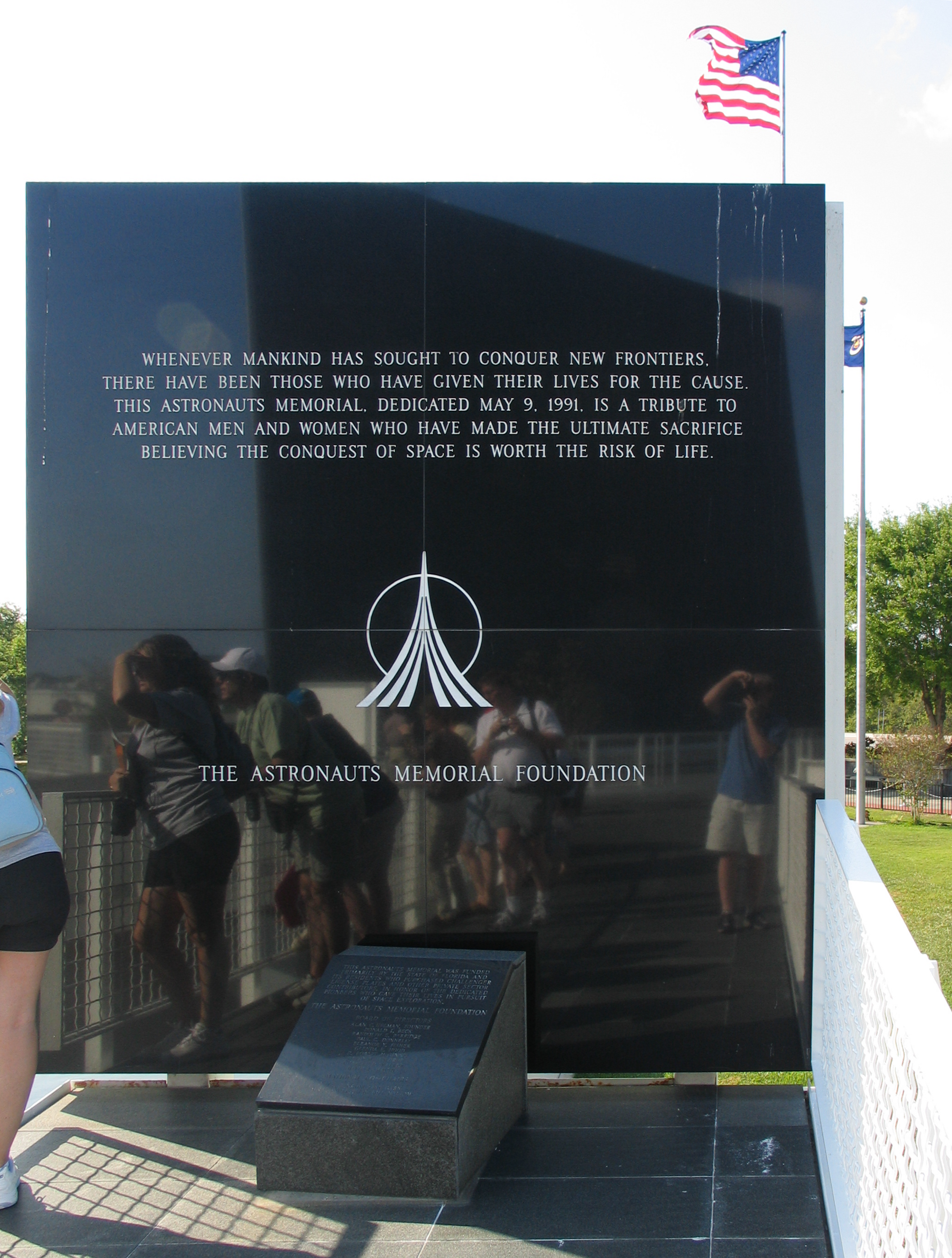
Space Mirror Dedication
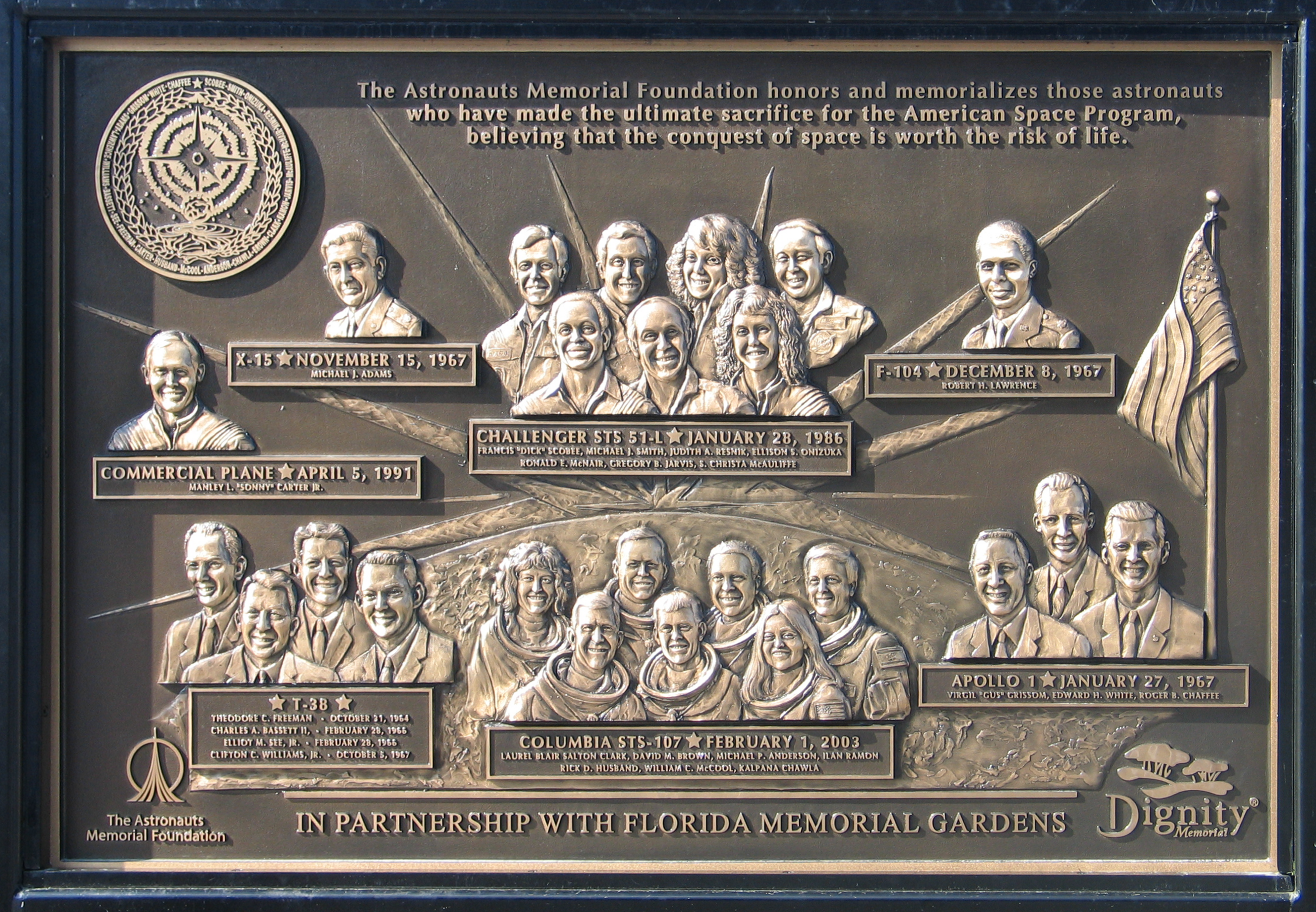
The Dignity Memorial